# Aleksandr Lazutkin
Aleksandr Ivanovich Lazutkin (em russo:  Алексапдр Иванович Лазуткин) (Moscou, 30 de outubro de 1957) é um cosmonauta russo.
Engenheiro mecânico formado pelo Instituto de Aviação de Moscou, foi selecionado para treinamento de cosmonauta na Cidade das Estrelas em 3 de março de 1992 e foi ao espaço em 10 de fevereiro de 1997, na missão Soyuz TM-25, para uma permanência de seis meses na estação orbital Mir, como engenheiro de vôo.

## Acidente
Lazutkin encontrava-se a bordo da Mir quando houve a colisão da estação com uma nave de suprimentos que tentava acoplar-se a ela. Em seu relato pessoal do acontecimento, ele declarou que, com a batida, ficou claro para a tripulação que o ar começou a escapar de dentro da Mir. Apesar de não ser audível para os tripulantes, devido ao barulho existente dentro da nave, a despressurização era sentida claramente nos ouvidos. Ele e o restante da tripulação se refugiaram na parte segura da estação e o próprio Lazutkin fechou a escotilha que ligava as duas seções.
Em seu depoimento ele descreve a situação dizendo que estava tão amedrontado que não sabia porque suas mãos tremiam incessantemente. Pouco depois, a estação perdeu a eletricidade e ficou às escuras, logo que seu movimento em órbita começava a passar pela parte da Terra onde era noite. A sensação no silêncio e na escuridão que tiveram lugar durante estes momentos, é algo que ele nunca havia sentido ou viria a sentir depois do acontecimento. A medida que a estação voltava a ver embaixo o planeta iluminado ao passar para a área banhada pelo Sol, e que contemplava sua própria condição de mortalidade na situação em que encontravam, ele pensou consigo mesmo: Não é tão mal assim, ainda estou vivo.
Atualmente, Lazutkin ajuda a promover a ciência espacial entre os jovens e as crianças, em palestras pelo mundo.